# Кʼєнзянг

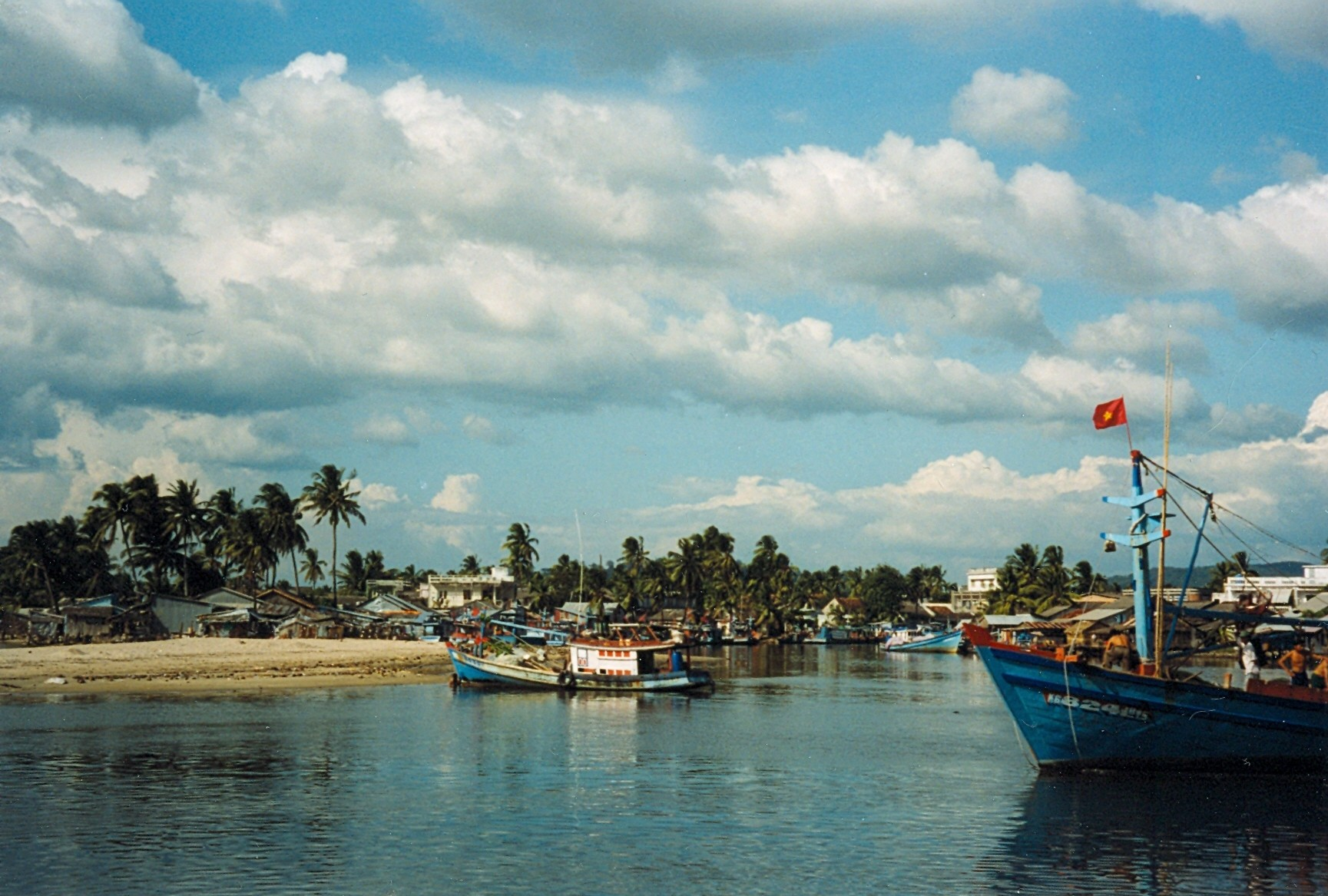
У порту Зионгдонга (Фукуок)

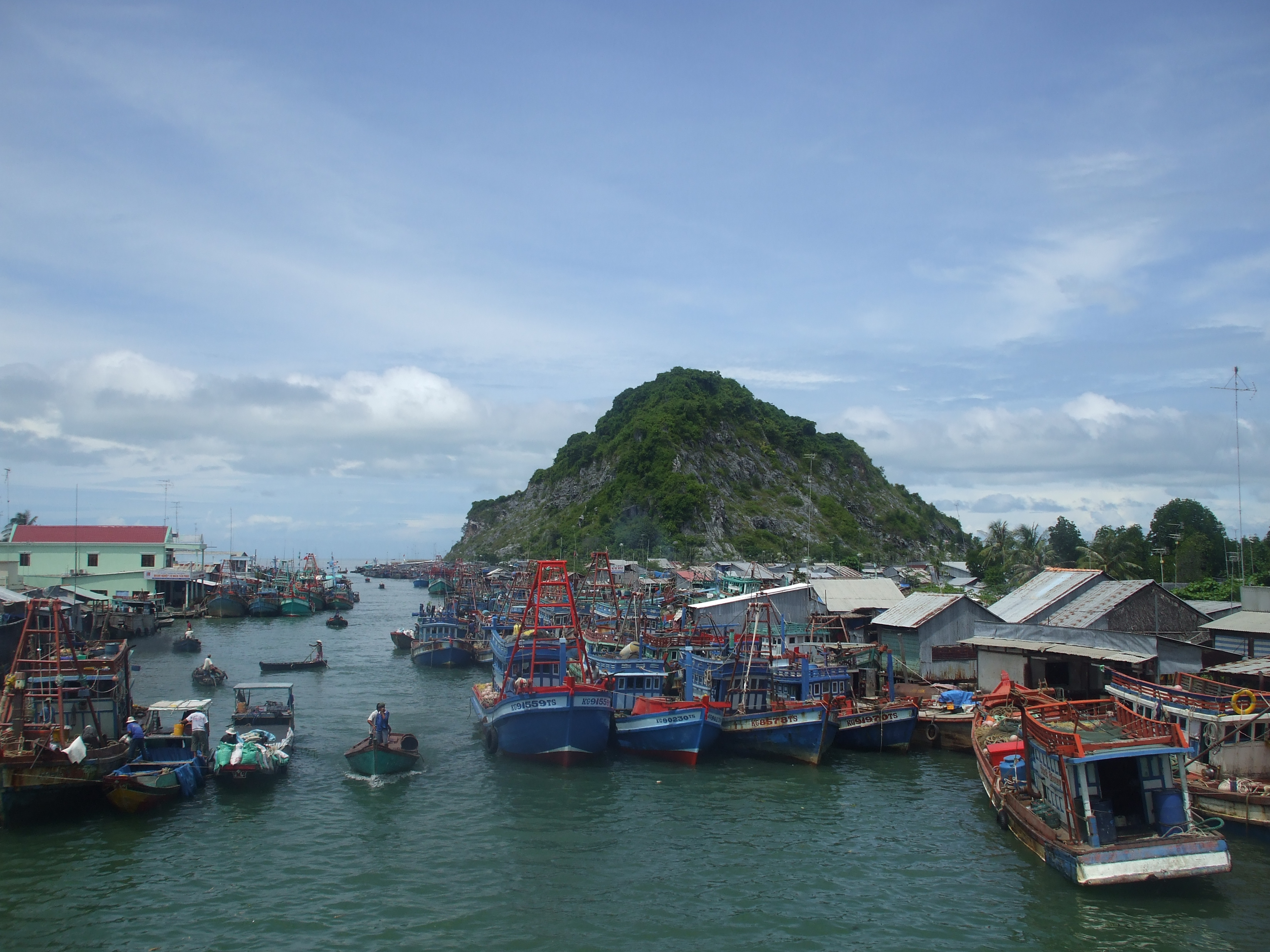
Рибальські човни у Хатьєні

Кʼєнзянг (в'єт. Kiên Giang) — провінція у південному В'єтнамі. Розташована у дельті Меконга, на узбережжі Сіамської затоки. На півночі межує з Камбоджею.

## Географія
Кʼєнзянг — єдина провінція, узбережжя якою цілком лежить у межах Сіамської затоки. Адміністративний центр провінції — місто Ратьзя (Rạch Giá) — знаходиться за 1969 км від Ханоя і за 250 км від Хошиміна.
Клімат тропічний мусонний. Вологий сезон триває з квітня по листопад, сухий з грудня по квітень. Середньорічна температура 27 °C. Річні коливання температури незначні. До складу провінції входять 145 малих і середніх островів, у тому числі, острів Фукуок. Більшість островів нежилі.
Два національних парки: Уміньтхионг (U Minh Thượng) в однойменному повіті, і Фукуок (Phú Quốc), на однойменному острові Фукуок.
Провінція має великий потенціал розвитку туризму як місце пляжного відпочинку, а також має потенціал стати економічним центром у дельті Меконгу.

## Адміністративний поділ
Ламдонг поділяється на муніципалітети Ратьзя, Хатьєн (Hà Tiên) і 13 повітів:
- Анбʼєн (An Biên)
- Анмінь (An Minh)
- Тяутхань (Châu Thành)
- Зянгтхань (Giang Thành)
- Зенгрʼєнг (Giồng Riềng)
- Гокуао (Gò Quao)
- Хондат (Hòn Đất)
- Кієнхай (Kiên Hải)
- Кієнлионг (Kiên Lương)
- Фукуок ( Phú Quốc)
- Танхʼєп ( Tân Hiệp)
- Віньтхуан ( Vĩnh Thuận)
- Уміньтхионг (U Minh Thượng), у 2007 році виділено з району Анмінь.

Всього провінція нараховує 12 міст і 117 комун.

## Населення
У 2009 році населення провінції становило 1 688 248 осіб (перепис), з них 848 207 (50,24 %) чоловіки і 840 041 (49,76 %) жінки, 1 233 228 (73,05 %) сільські жителі і 455 020 (26,95 %) жителі міст.
Національній склад населення (за даними перепису 2009 року): в'єтнамці 1 446 455 осіб (85,68 %), кхмери 210 899 осіб (12,49 %), хоа 29 850 осіб (1,77 %), інші 1 044 осіб (0,06 %).

## Транспорт
У провінція три аеропорти: у Ратьзя, на острові Фукуок і у Хатьєні.
Розвинене річкове сполучення. Прикордонний перехід з камбоджійської провінцією Кампот — Сасія (Xà Xía).